# Beaufort (Luxemburg)
Beaufort (luxemburguès Beefort, alemany Befort) és una comuna i vila a l'est de Luxemburg. Forma part del Cantó d'Echternach, que forma part del Districte de Grevenmacher. Limita amb les comunes de Berdorf, Waldbillig, Reisdorf, Ermsdorf i Medernach.
El 2005, la vila de Beaufort, que està al centre de la comuna, tenia 1.366 habitants. Les altres viles de la comuna són Dillingen i Grundhof.
El castell de Beaufort fou construït en el segle xii i més tard fou restaurat pel governador de Luxemburg, Comte Mansfeld, en el segle xvi.

## Població
| Nacionalitat   | Població | %      |
| -------------- | -------- | ------ |
| luxemburguesos | 960      | 61,90% |
| Forasters      | 591      | 38,10% |
| - portuguesos  | 301      | 19,41% |
| - francesos    | 32       | 2,06%  |
| - italians     | 12       | 0,77%  |
| - belgues      | 18       | 1,16%  |
| - alemanys     | 53       | 3,42%  |
| - iugoslaus    | 80       | 5,16%  |
| - altres       | 95       | 6,13%  |

## Evolució demogràfica
| Any        | Població |
| ---------- | -------- |
| 15/02/2001 | 1.551    |
| 01/01/2002 | 1.615    |
| 01/01/2003 | 1.642    |
| 01/01/2004 | 1.664    |
| 01/01/2005 | 1.774    |

## Galeria d'imatges

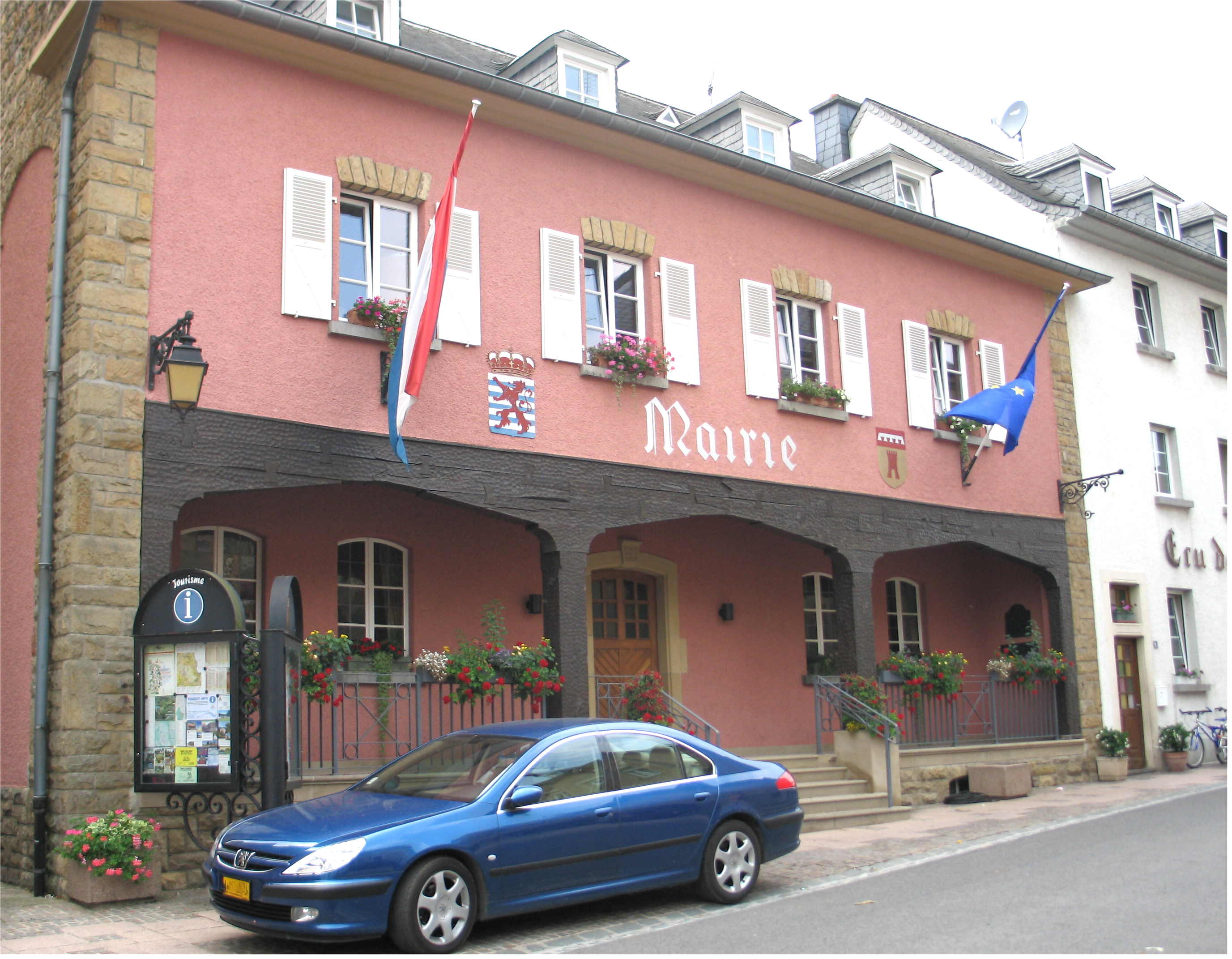
Ajuntament de Beaufort
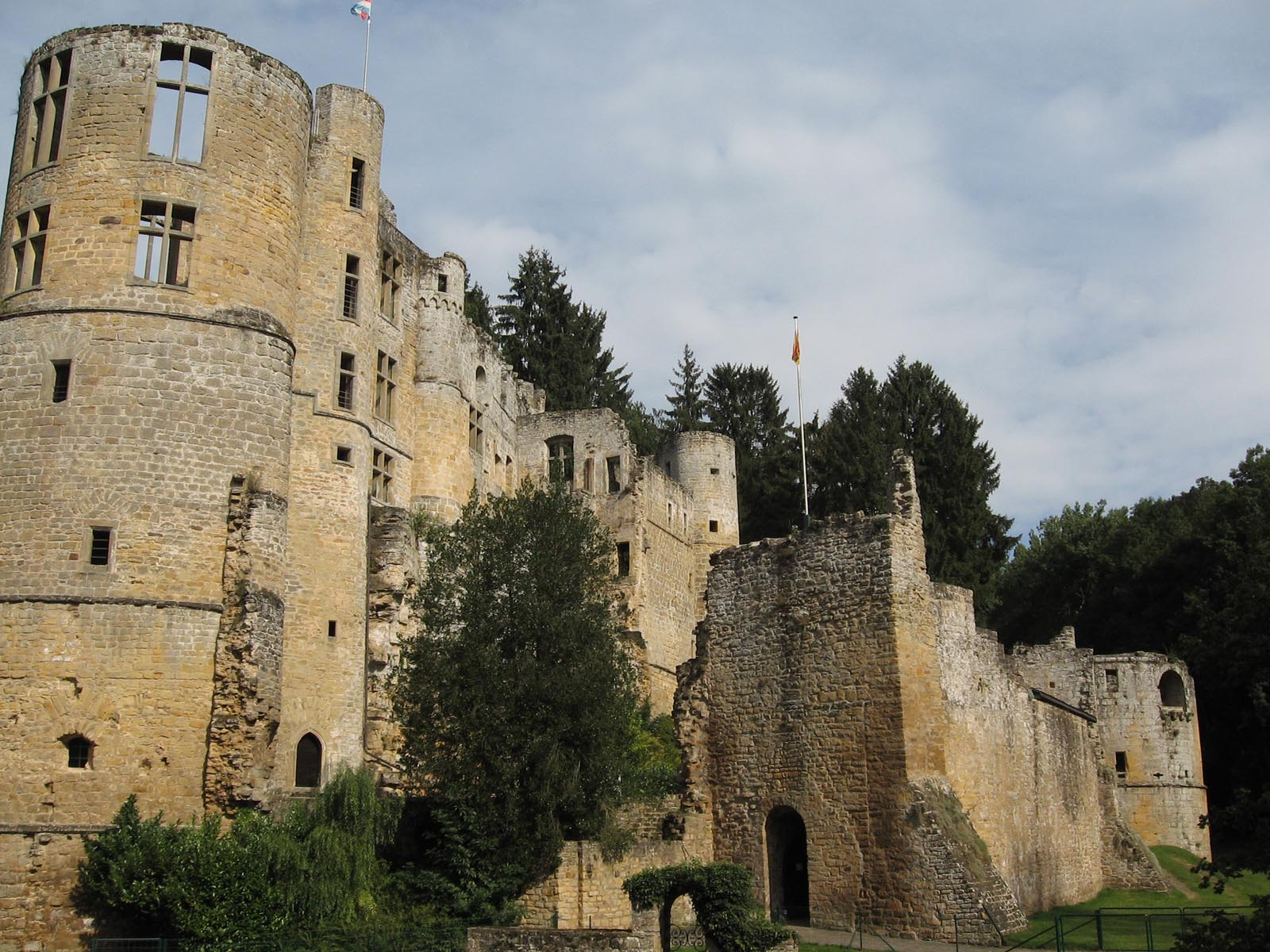
Castell de Beaufort
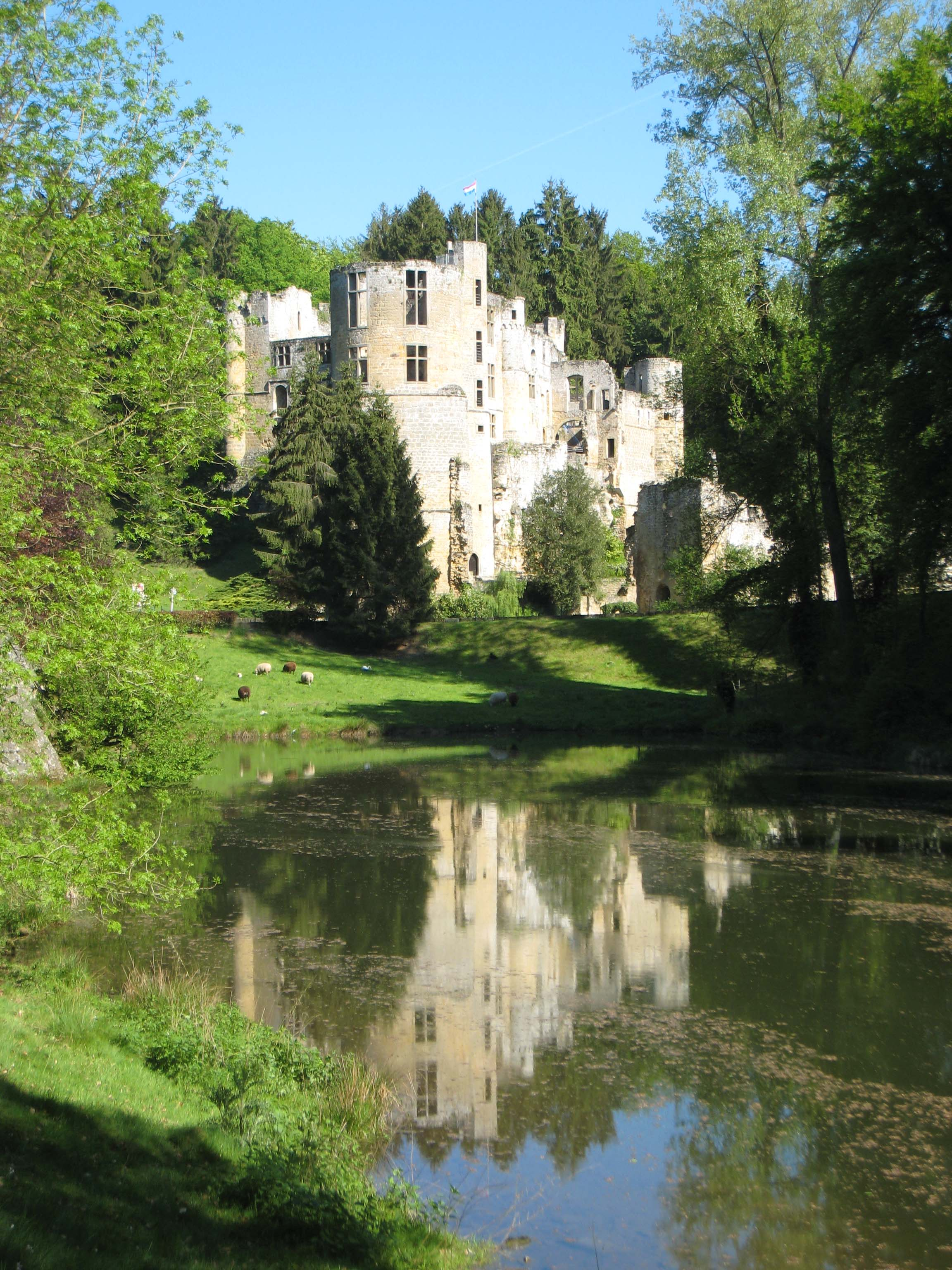
Castell de Beaufort